# SN 1998dc
SN 1998dc – supernowa odkryta 5 lipca 1998 roku w galaktyce A222016-4433. W momencie odkrycia miała maksymalną jasność 19,50m.